# Euromedia Group
Euromedia Group, a. s. (zkráceně někdy též EMG) je jedna z největších firem na českém knižním trhu. Vlastní nakladatelské značky Brána, Esence, Ikar, Kalibr, Listen, Laser, Odeon, Pikola, Pragma, Universum a YOLI, dále pak distribuční síť, Knižní klub a internetové obchody Booktook.cz a Dobré Knihy. Od roku 2018 s knihkupeckou sítí Luxor patří do a.s. Knižní holding, vlastněného akciovou společností Rockaway Group. 
V České republice zahájila společnost Euromedia svou obchodní činnost na jaře roku 1991. O rok později začala pod názvem Knižní klub provozovat čtenářský klub, v  současné době[kdy?] má přibližně 200 000 členů.[zdroj?]
Již od 90. let Euromedia přidává do svého portfolia další nakladatelství. V roce 1999 koupila značku Odeon, pod kterou vydává literární klasiku a kvalitní světovou literaturu. V roce 2000 přibyl Ikar, zaměřený na romantické a společenské příběhy, a Universum, ve kterém vycházejí encyklopedie, odborné a populárně naučné publikace. V roce 2014 po úspěchu bestselleru Hvězdy nám nepřály nakladatelství založilo label pro young adult literaturu - YOLI.[zdroj?] O dva roky později v roce 2016 Euromedia koupila známé české nakladatelství Pragma, vydávající motivační literaturu a ezoteriku, a založila label Esence pro kuchařky, cvičení a životní styl. V roce 2017 nakladatelství založilo dětskou značku Pikola. V roce 2018 Euromedia zažila dosud největší rok expanze - koupila tři nakladatelství: Brána (historické romány, biografie), Laser (sci-fi, fantasy, horor) a Listen (současná česká literatura) - a založila značku Kalibr pro stále populárnější žánry thrillerů a detektivek.[zdroj?]
Podle Svazu českých knihkupců a nakladatelů firma je Euromedia dlouhodobě největší hráč na knižním trhu co se týče tržeb a zisků, na počet vydaných titulů ročně drží dlouhodobě druhé místo hned po společnosti Albatros Media. Podle serveru Borovan.cz je Euromedia Group 26. nejsilnější společností v českém zábavním průmyslu.
Kromě knih Euromedia vydává také audioknihy, e-knihy, měsíčník o knihách Page, dětský měsíčník Cvak, vyrábí deskové hry a dárkové zboží.[zdroj?]

## Nakladatelství
Společnost Euromedia vlastní následující nakladatelství a značky:
- Odeon (od roku 1999) - navazuje na tradici někdejšího renomovaného nakladatelství a věnuje se překladovým i domácím autorům. Knihy vycházejí v edicích Světová knihovna, Knihovna klasiků a Česká řada.

- Ikar (od roku 2000) -  je orientovaný především na české a světové romance, společenské romány a memoáry významných osobností.

- Universum (od roku 2000) - vydává překladové i původní encyklopedie, zeměpisné atlasy, slovníky a lexikony, obrazové publikace, naučné knihy, průvodce a cestopisy.

- YOLI (od roku 2014) - zaměřuje na literaturu v žánrech young adult a new adult, tedy převážně pro dospívající a mladé dospělé. Nabízí široké spektrum překladů i současné české tvorby.

- Esence (od roku 2016) - zaměřuje se na oblast životního stylu. Knihy určené pro širokou veřejnost pokrývají široké spektrum žánrů – např. zdraví, krása, příroda, vaření a zdravá výživa, psychologie, hobby.

- Pragma (od roku 2016) - nabízí poučení a inspiraci. Ezoterické tituly, motivační literatura, knihy zaměřené na téma osobního růstu, vztahů, organizace času a zvládání životních situací.

- Pikola (od roku 2017) - je orientovaná na dětské čtenáře od batolat po školáky. Produkce zahrnuje leporela, obrázkové knížky, pohádky, komiksy, encyklopedie, knihy s aktivitami či pomůcky ke školní výuce.

- Kalibr (od roku 2018, navazuje na značku Knižní klub, pod kterou thrillery vycházely dřív) - zaměřuje se výhradně na krimi a napětí, hlavními žánry jsou  detektivní román, krimi, thriller a psychothriller.

- Listen (od roku 2018) - přináší soudobou uměleckou prózu a díla českých autorů v zajímavé grafické úpravě či s netradičním nápadem.

- Laser (od roku 2018) - Pod touto značkou prezentuje nakladatelství autory sci-fi a fantasy literatury a hororu.

- Brána (od roku 2018) - soustředí se na populárně naučnou literaturu, především historickou a memoárovou, literaturu pro mládež, esoteriku, zdraví či cestopisy.